# Merviller
Merviller – miejscowość i gmina we Francji, w regionie Grand Est, w departamencie Meurthe i Mozela.
Według danych na rok 1990 gminę zamieszkiwało 286 osób, a gęstość zaludnienia wynosiła 23 osób/km² (wśród 2335 gmin Lotaryngii Merviller plasuje się na 763. miejscu pod względem liczby ludności, natomiast pod względem powierzchni na miejscu 454.).

## Populacja

Populacja Merviller w latach 1962–2008